# 楠芳伸
楠 芳伸（くすのき よしのぶ、1966年〈昭和41年〉7月20日 - ）は、日本の警察官僚。第31代警察庁長官。

## 来歴
広島県福山市出身。広島大学附属福山中学校・高等学校を経て、1989年（平成元年）、京都大学法学部を卒業し、警察庁へ入庁。入庁後、在タイ日本国大使館一等書記官、警察庁長官官房企画官兼警察庁交通局交通企画課理事官、千葉県警察本部刑事部長、北海道警察本部警務部長、警察庁生活安全局保安課長、内閣官房内閣参事官（内閣情報調査室）、内閣官房長官秘書官事務取扱（菅義偉内閣官房長官）などを歴任。
2020年（令和2年）1月17日、警察庁長官官房総括審議官に就任。
同年8月1日、千葉県警察本部長に就任。在任中は、東京オリンピック・パラリンピックの総合対策などを行った。
2021年（令和3年）9月16日、警察庁交通局長に就任。
2022年（令和4年）10月6日、警察庁長官官房長に就任。
2024年（令和6年）1月26日、警察庁次長に就任。
2025年（令和7年）1月27日、第31代警察庁長官に就任。就任会見では「トクリュウの資金獲得活動の実態を解明し、関係機関と連携して違法なビジネスモデルの解体に取り組みたい」と述べた。

## 略歴
- 1989年4月 - 警察庁採用[1]
- 1992年8月 - 徳島県警察本部刑事部捜査第二課長[1]
- 1994年8月 - 警察庁交通局運転免許課課長補佐[1]
- 1996年8月 - 警察庁海外留学生（ニューヨーク大学）[1]
- 1997年8月 - 警察庁生活安全局生活環境課課長補佐[1]
- 1999年9月 - 外務省研修所[1]
- 2000年2月 - 外務省在タイ日本国大使館一等書記官[1]
- 2003年8月 - 警察庁交通局交通企画課課長補佐[1]
- 2004年8月 - 警察庁交通企画課理事官[1]
- 2005年4月 - 警察庁交通局交通規制課理事官[1]
- 2006年3月 - 警察庁長官官房企画官兼警察庁交通局交通企画課理事官兼警察大学校警察政策研究センター付[1][23]
- 2008年1月 - 千葉県警察本部刑事部長[23]
- 2009年7月 - 警察庁長官官房付[24]
- 2009年8月 - 警察庁長官官房会計課会計企画官兼警察庁長官官房会計課理事官[25]
- 2011年8月 - 警視庁犯罪抑止対策本部副本部長[25]
- 2012年8月 - 北海道警察本部警務部長[26]
- 2013年8月 - 警察庁生活安全局付[27]
- 同年8月 - 警察庁生活安全局保安課長[28][29]
- 2014年12月 - 警察庁警備局付（内閣官房内閣参事官（内閣情報調査室））[1][30]
- 2015年3月 - 警察庁警備局付（内閣官房長官秘書官事務取扱（菅義偉内閣官房長官））[1]
- 2019年
  - 3月 - 警察庁長官官房審議官（東京オリンピック・パラリンピック・調整担当）[31][32]
  - 8月 - 警察庁長官官房審議官（東京オリンピック・パラリンピック担当）[1]
- 2020年
  - 1月 - 警察庁長官官房総括審議官兼交通局付兼警備局付[14][15]
  - 8月 - 千葉県警察本部長[16][17]
- 2021年
  - 9月 - 警察庁長官官房付[33]
  - 9月 - 警察庁交通局長[19][20]
- 2022年10月 - 警察庁長官官房長[6][21]
- 2024年1月 - 警察庁次長[5][22]
- 2025年1月 - 警察庁長官[10][11][12]